# Jean-Marc Grava
Pour les articles homonymes, voir Grava.
Jean-Marc Grava (né le 2 décembre 1971 à Saint-Denis) est un athlète français, spécialiste du 110 mètres haies.

## Biographie
Il se classe troisième du 110 m haies lors de la coupe d'Europe des nations 1998.
En 1998, il établit un nouveau record de France en salle du 50 m haies en 6 s 50.
Il participe aux Jeux olympiques de 2000, à Sydney, et atteint le deuxième tour du 110 m haies.

## Records
| Épreuve     | Performance | Lieu      | Date          |
| ----------- | ----------- | --------- | ------------- |
| 110 m haies | 13 s 40     | Beaupréau | 1er juin 2000 |